# (13705) Llapasset
(13705) Llapasset és un asteroide del cinturó d'asteroides. Hi va ser descobert el 19 d'agost de 1998 a l'observatori de Bédoin. Presenta una òrbita caracteritzada per un semieix major de 2,21 ua, una excentricitat de 0,13 i una inclinació orbital de 4,7° pel que fa a l'eclíptica.